# 保坂ことこ
保坂 ことこ（ほさか ことこ、1月18日 - ）は、日本の女性声優、ナレーター、元モデル。福岡県福岡市出身。RME所属。

## 出演

### 吹き替え
- ザ・ファーム 恐怖の食物連鎖（ノラ）
- THE UPSIDE 最強のふたり（シャーロット）
- 特殊部隊アサルト・フォース（ハーレ､アナウンサー他）
- クイーン・イン・ザ・ミラー -女王の召喚-（隣人女他）
- ブラックウォーター 潜水艇ナルコサブ（コートニー､タン､ジョンソン）

### ゲーム
- ファンタジードライブ（柳生宗徳）
- インフィニティクロニクル（ラピス、ジャックリー）
- アミュージングヒーローズ（アルテミシア）
- ガールズカタルシス（シェリー、サクラ、マリカ）
- バレットブレイク（ホークアイ、綾美沢シオン）
- マイターン（シャーマン）
- 極夜大陸：メテオの彼方（傭兵､アシュリー）
- カウンター・アームズ −終焉武装少女−（ユタ､九四式軽装甲車TK）
- イース6 オンライン～ナピシュテムの匣～（ピッカータ、ピッカード）
- ラストオリジン（MH-4テティス、懲罰のサディアス）
- ステート・オブ・サバイバル（トリッシュ）

### ナレーション
- 高校サッカー試合ドキュメント
- 九州青春銀行
- 肌ナチュール

### 映画
- 黒執事（パーティー葉巻ガール）

### テレビ
- MAG・ネット～マンガ・アニメ・ゲームのゲンバ～（NHKBS2）

### Web
- 声優グランプリ誌面争奪×生テレ 「声優サバイバル」
- 劇場版アニメ・モーレツ宇宙海賊 ABYSS OF HYPERSPACE -亜空の深淵-
- 戦艦ファイナル-最後の戦い-

### ラジオ
- フクオカマニア

### モデル
- My Girl 女性声優特集Vol.18
- 小悪魔ageha
- JJ
- CUTiE
- 東京サマーランド
- ブライダル、サロン、ショーモデル多数

### 執筆
- 月刊ファミ通コネクト!オン（コラム連載）
- ファミ通DX（コラム連載）